# Lijst van voetballers - M
Dit is een lijst van voetballers met een artikel op Wikipedia van wie de achternaam begint met de letter M.

## Ma

### Maa
- Nassir Maachi
- Mark van der Maarel
- Robert Maaskant
- Lambert Maassen
- Dalian Maatsen
- Darren Maatsen
- Ian Maatsen
- Nadjib Maâziz
- Moussa Maazou

### Mab
- Awer Mabil
- Ali Mabkhout
- Ernest Mabouka

### Mac
- Sherjill Mac-Donald
- Paulo Machado
- Jamie Maclaren
- Nikos Machlas
- José Juan Macías
- Wilson Macías
- Calvin Mac-Intosch
- Maurice Mackay
- Oswaldo Mackenzie
- Krzysztof Mączyński

### Mad
- James Maddison
- Rabah Madjer
- Ole Madsen
- Ole Kirketerp Madsen
- Hedwiges Maduro

### Mae
- Birger Maertens
- Mathieu Maertens
- Coen Maertzdorf

### Mag
- Josh Magennis
- Christian Maggio
- Giulio Maggiore
- Anton Maglica
- Daniele Magliocchetti
- Giangiacomo Magnani
- Ludovic Magnin
- Hörður Björgvin Magnússon
- Gérson Magrão
- Barry Maguire
- Harry Maguire

### Mah
- Mehdi Mahdavikia
- Adam Maher
- Mimoun Mahi
- Sami Mahlio
- Riyad Mahrez

### Mai
- Maicon
- Arne Maier
- Sepp Maier
- Bureima Maiga
- Seiya Maikuma
- Giampiero Maini
- Kobbie Mainoo
- Sebastian De Maio
- Lee Mair

### Maj
- Radosław Majdan
- Stefan Majewski
- Daniel Majstorović

### Mak
- Róbert Mak
- Roy Makaay
- Jevgeni Makejev
- Ilkka Mäkelä
- Janne Mäkelä
- Josemar Makiavala
- Jean Makoun
- Nemanja Maksimović
- Nikola Maksimović

### Mal
- Vjatsjeslav Malafejev
- Junior Malanda
- Anton Malatinský
- Oscar Malbernat
- Steed Malbranque
- Malcolm
- Kévin Malcuit
- Aldo Maldera
- Cesare Maldini
- Paolo Maldini
- Giancarlo Maldonado
- Hans Maldonado
- Adri van Male
- Mate Maleš
- Marko Maletić
- Stefan Maletić
- Stelios Malezas
- Théo Malget
- Kevin Malget
- Roeslan Malinovski
- Zbigniew Małkowski
- Esko Malm
- Jarl Malmgren
- Mario Maloča
- Elvir Maloku
- Dion Malone
- Shaun Maloney

### Mam
- Pavel Mamajev
- Felix Mambimbi
- Adam Mami
- Emanuel Mammana
- Mamar Mamouni

### Man
- Dennis Man
- Alessandro Mancini
- Roberto Mancini
- Reimond Manco
- Steve Mandanda
- Reinildo Mandava
- Aïssa Mandi
- Hami Mandıralı
- Vitali Mandzjoek
- Mario Mandžukić
- Sadio Mané
- Eliaquim Mangala
- Maniche
- Jurjan Mannes
- Alex Manninger
- Sebastian Mannström
- Kostas Manolas
- Stanislav Manolev
- Mauro Manotas
- Javier Manquillo
- Mohamed Manser
- İlhan Mansız
- Yazid Mansouri
- Petros Mantalos
- Pedro Mantorras
- Tero Mäntylä
- Edgar Manucharian
- Manucho

### Mao
- Myziane Maolida

### Map
- Justin Mapp

### Mar
- Diego Maradona
- Rolando Maran
- Nikola Maraš
- Vincent Marcel
- Dirk Marcellis
- Marcelino
- Marcelo (o.a. PSV)
- Marcelo (o.a. PSV)
- Marcelo (o.a. Real Madrid)
- Luca Marchegiani
- Carlos Marchena
- Marco De Marchi
- Claudio Marchisio
- Emiliano Marcondes
- Patricio Mardones
- Alex Marello
- Lieke Martens
- Ludcinio Marengo
- Luc Mares
- Enzo Maresca
- Dario Maresic
- Xavier Margairaz
- Massimo Margiotta
- Georg Margreitter
- Luca Marianucci
- Tomislav Marić
- Ciprian Marica
- Marilia
- Guido Marilungo
- Luis Marín
- Marko Marin
- Răzvan Marin
- Giampiero Marini
- Paul Mariner
- Wouter Marinus
- Timo Marjamaa
- Gévero Markiet
- Lazar Marković
- Svetozar Marković
- Steve Marlet
- Marlos
- Mika Mármol
- Omar Marmoush
- Domenico Marocchino
- Maicon Marques
- Marques
- Rafael Márquez
- Marquinho Alves
- Marquinho
- Marquinhos
- Pietro Marsetti
- Dennis Marshall
- Gerard Marsman
- Nick Marsman
- Didier Martel
- Maarten Martens
- Sandy Martens
- Theo Martens
- Angelo Martha
- Anthony Martial
- Jon Martín
- Cuco Martina
- Derwin Martina
- Javier Martina
- Shermaine Martina
- Shermar Martina
- Tonči Martić
- Marvin Martin
- Stéphane Martine
- Alex Martínez
- Arnau Martínez
- Daniel Martínez
- Gilberto Martínez
- Gonzalo Martínez
- Jackson Martínez
- Javier Martínez
- Lisandro Martínez
- Luis Martínez
- Roberto Martínez
- Rony Martínez
- Rubén Martínez Caballero
- Rubén Ignacio Martínez
- Bruno Martini
- Christopher Martins
- Corentin Martins
- Obafemi Martins
- Rafael Martins
- Bruno Martins Indi
- Quenten Martinus
- Shelton Martis
- Francisco Martos
- Otar Martsvaladze
- Nigel Martyn
- Víctor Marulanda
- Andrew Marveggio
- Bert van Marwijk
- Thorben Marx
- Stefano Marzo
- Silvio Marzolini

### Mas
- Emmanuel Mas
- Pavol Masaryk
- Javier Mascherano
- Dominik Mašek
- Jethro Mashart
- Andrea Masiello
- Tsepo Masilela
- Ryan Mason
- Josef Masopust
- Daniele Massaro
- Milan Massop
- Pierre Massy
- Enoch Mastoras

### Mat
- Juan Mata
- Rónald Matarrita
- Tim Matavž
- Marek Matějovský
- Marco Materazzi
- Dorin Mateuţ
- Matheus
- Jens Mathijsen
- Joris Mathijsen
- Karim Matmour
- Naoki Matsuda
- Daisuke Matsui
- Lothar Matthäus
- Adam Matthews
- Stanley Matthews
- Hervé Matthys
- Francisco Maturana
- Orlando Maturana
- Diangi Matusiwa
- Mykola Matvijenko
- Adam Matysek

### Mav
- Rio Mavuba

### Max
- Maxwell

### May
- David May
- Eliezer Mayenda
- Christian Mayrleb

### Maz
- Ibrahim Maza
- Ricardo Mazacotte
- Róbert Mazáň
- Noussair Mazraoui
- Pablo Mazza
- Giuseppe Mazzarelli
- Sandro Mazzola

## Mb
- Kevin Mbabu
- Émile Mbamba
- Kylian Mbappé
- Chancel Mbemba
- Adama Mbengue
- Bryan Mbeumo
- Raïs M'Bolhi

## Mc
- Gary McAllister
- Jason McAteer
- Gareth McAuley
- Jason McCarthy
- Brian McBride
- Benni McCarthy
- Brian McClair
- Ally McCoist
- Luke McCullough
- Terry McDermott
- Jim McDonagh
- Alan McDonald
- Jonathan McDonald
- Scott McDonald
- James McFadden
- Allan McGregor
- Lewis McGugan
- Henrich Mchitarjan
- Kevin McKenna
- Scott McKenna
- Rob McKinnon
- Ryan McLaughlin
- Kenny McLean
- Alex McLeish
- Steve McManaman
- Thomas McNamara
- James McNaught
- Dave McPherson
- Paul McShane

## Me

### Mea
- John Meachin
- Giuseppe Meazza

### Med
- Gary Medel
- Hernán Medford
- Alberto Medina
- José María Medina
- Carl Medjani
- José Luis Medrano
- Haris Međunjanin
- Maksim Medvedev

### Mee
- Dave van der Meer
- Martijn Meerdink
- Toon Meerman

### Meg
- Mohamed Megherbi
- Merab Megreladze

### Meh
- Admir Mehmedi

### Mei
- Stijn Meijer
- Raul Meireles
- Thomas Meißner

### Mej
- Edgar Mejía

### Mek
- Ahmed Mekehout
- Zineddine Mekkaoui

### Mel
- Mario Melchiot
- Dejan Meleg
- Óscar Melendo
- Gonzalo Melero
- José Milton Melgar
- Marcelo Meli
- Birger Meling
- Dario Melnjak
- Túlio de Melo

### Mem
- Haris Memiç
- Ledian Memushaj

### Men
- Gaizka Mendieta
- Pedro Mendes
- Rui Mendes
- Thiago Mendes
- Brais Méndez
- Edison Méndez
- Jorge Alberto Mendonça
- Alexis Mendoza
- Andrés Mendoza
- Gabriel Mendoza
- Luis Ángel Mendoza
- Víctor Mendoza
- Ferland Mendy
- Hamza Mendyl
- John Mensah
- Jonathan Mensah
- Zoerab Mentesjasjvili
- Danny Menting
- Tom Menting
- Stanley Menzo

### Mep
- Chris Mepham

### Mer
- Umut Meraş
- Pepijn van de Merbel
- Miguel Mercado
- Tyrique Mercera
- James Meredith
- Yassine Meriah
- Giorgos Merkis
- Quentin Merlin
- Paul Merson
- Dries Mertens

### Mes
- Djamel Mesbah
- Álvaro Mesén
- Eyal Meshumar
- Micheil Meschi
- Lionel Messi
- Mohamed Messoudi

### Met
- Shkodran Metaj
- Romain Métanire
- Edward Metgod
- John Metgod
- Tümer Metin
- Kiril Metkov
- Karol Mets

### Meu
- Rihairo Meulens
- Hubert Meunier
- Thomas Meunier
- Jeroen Meurs

### Mey
- Andy van der Meijde
- Hans Meyer
- Max Meyer
- Albert Meyong

### Mez
- Guillermo Meza
- Maximiliano Meza
- Ovidio Mezza

## Mg
- Mourad Mghizrat

## Mi

### Mic
- Fabrizio Miccoli
- Vančo Micevski
- Aleksej Michailitsjenko
- Nikolaj Michajlov
- Ľubomír Michalík
- Michel
- Míchel
- Henri Michel
- Nikos Michelis
- Edouard Michut
- Johan Micoud

### Mid
- Kristian Middelboe
- Nils Middelboe

### Mie
- Grzegorz Mielcarski
- Hiram Mier
- Ramón Miérez

### Mif
- Michael Mifsud

### Mih
- Djordje Mihailovic
- Siniša Mihajlović

### Mij
- Andre Mijatović
- Predrag Mijatović
- Humphrey Mijnals

### Mik
- Dino Mikanović
- Mihael Mikić
- Tobias Mikkelsen
- Tomislav Mikulić

### Mil
- Sebastian Mila
- Georgi Milanov
- Zjivko Milanov
- Ivan Milas
- Ninoslav Milenković
- Artem Milevsky
- Antonio Milić
- Bogdan Milić
- Ljubo Milićević
- Ante Miličić
- Jordan Miliev
- Arkadiusz Milik
- Marko Milinković
- Luka Milivojevic
- Roger Milla
- Colin Miller
- Lennon Miller
- Liam Miller
- Roy Miller
- Enzo Millot
- Danny Mills
- Mick Mills
- Cvijan Milošević
- Milenko Milošević
- Savo Milošević

### Min
- Narciso Mina
- Roberto Miña
- Yerry Mina
- Severino Minelli
- Jordan Minev
- Ralf Minge

### Mir
- Paulo Miranda
- Anton Mirantsjoek
- Zoran Mirković
- Milovan Mirošević
- Damir Mirvić

### Mis
- Ante Miše
- Josip Mišić
- Petar Mišić
- Zvjezdan Misimović

### Mit
- Tyrick Mitchell
- Nicolae Mitea
- Danail Mitev
- Nestoras Mitidis
- Shunsuke Mito
- Aleksandar Mitreski
- Bozjidar Mitrev
- Aleksandar Mitrović
- Dejan Mitrović
- Matej Mitrović
- Milan Mitrović
- Radovan Mitrović
- Stefan Mitrović
- Marius Mitu

### Miu
- Kazuyoshi Miura

### Miy
- Ryo Miyaichi

### Miz
- Dennis Mizzi

## Mj
- Johan Mjällby
- Mons Ivar Mjelde

## Ml
- Mladen Mladenović

## Mo

### Mob
- Daniel Mobaeck

### Mod
- Jakub Moder
- François Modesto
- Teko Modise
- Luka Modrić

### Moe
- Jeannot Moes
- Oscar Moens

### Mof
- Adam Moffat

### Moh
- Milad Mohammadi
- Nasiru Mohammed
- Josip Mohorović
- Kevin Möhwald

### Moi
- Teuvo Moilanen
- Henrik Moisander
- Niklas Moisander

### Moj
- Johan Mojica

### Mok
- Alexandr Mokin

### Mol
- Jan Mølby
- Viorel Moldovan
- Morten Moldskred
- David Molina
- Jesús Molina
- José Francisco Molina
- Modesto Molina
- Nolberto Molina
- Carlos Molinares
- Peter Møller
- David Møller Wolfe
- Peter Mollez
- Miklos Molnar
- Ladislav Molnár

### Mom
- Hilaire Momi

### Mon
- Gerardo Moncada
- Cédric Mongongu
- Garry Monk
- Magdalon Monsen
- Jan Monster
- Alberto Montaño
- Tito Montaño
- Jimmy Montanero
- Pejman Montazeri
- Rui Monteiro
- Vincenzo Montella
- Néstor Montelongo
- Jefferson Montero
- Julio Montero
- Paolo Montero
- Juan Pablo Montes
- Luis Montes
- Elías Montiel

### Moo
- Bryce Moon
- Moon Seon-min
- Bobby Moore
- Craig Moore
- Darren Moore
- Liam Moore
- Luke Moore
- Dani van der Moot

### Mor
- Cristian Mora
- Heiner Mora
- Carlos Luis Morales
- Julio César Morales
- Pedro Morales
- Ramón Morales
- Richard Morales
- Héctor Morán
- Jan Morávek
- Ľubomír Moravčík
- Mitja Mörec
- José Hermes Moreira
- Leonel Moreira
- Alfredo Morelos
- Valtteri Moren
- Fernando Morena
- Alberto Moreno
- Héctor Moreno
- Javi Moreno
- Luis Antonio Moreno
- Tressor Moreno
- Alejandro Morera
- Ratislav Mores
- Mateu Morey
- Ilaix Moriba
- Surprise Moriri
- Raúl Moro
- Ivica Mornar
- Patrick Morocutti
- Jaime Morón
- Loren Morón
- Jordan Morris
- Steve Morrow

### Mos
- Gustavo Moscoso
- John Moshoeu
- Kazimierz Moskal
- Aquivaldo Mosquera
- Luis Mosquera
- Mosquito
- Jürgen Mössmer
- Mehdi Mostefa

### Mot
- Kaizer Motaung
- Lebo Mothiba
- Marco Motta
- Thiago Motta

### Mou
- François Moubandje
- Pablo Mouche
- Benjamin Moukandjo
- Harold Moukoudi
- Coen Moulijn
- Nicolas Moumi Ngamaleu
- Steve Mounié
- Eddie Moussa
- João Moutinho

### Mov
- Joera Movsisjan

## Mp
- Émile Mpenza
- Mbo Mpenza
- Katlego Mphela

## Mr
- Kerim Mrabti
- Adnan Mravac
- Mitar Mrkela

## Mt
- Patrick Mtiliga

## Mu

### Mub
- Wakaso Mubarak
- Firmin Ndombe Mubele

### Muc
- René Mücher

### Muh
- Ibad Muhamadu
- Dželaludin Muharemović
- Veldin Muharemović
- Arnold Mühren

### Muj
- Edin Mujčin
- Mensur Mujdža
- Davit Mujiri

### Muk
- Paul Mukairu

### Mul

#### Muld
- Bennie Muller
- Bob Mulder
- Dustley Mulder
- Erwin Mulder
- Hans Mulder (1954)
- Hans Mulder (1987)
- Jaap Mulder
- Jan Mulder (1945)
- Jan Mulder (1961)
- Jan Mulder (1964)
- Justin Mulder
- Nick Mulder
- Wendy Mulder
- Youri Mulder
- Dick Mulderij
- Eef Mulders
- Henk Mulders
- Paul Mulders

#### Mulk
- Jo Mulkens

#### Mull
- Bennie Muller
- Danny Muller
- Florian Müller
- Gerd Müller
- Helmut Müller
- René Müller
- Robin Muller van Moppes
- Marius Müller
- Matthias Müller
- Thomas Müller
- Hayden Mullins

#### Mult
- Miikka Multaharju

### Mun
- Sulley Muniru
- Pedro Munitis
- Aihen Muñoz
- Carlos Muñoz
- Carlos Muñoz
- Moisés Muñoz
- Frank Munro
- Dorinel Munteanu
- Gustavo Munúa

### Mur
- Michael Murillo
- Óscar Murillo
- Brian Murphy
- Jamie Murphy
- Bruce Murray

### Mus
- Kiki Musampa
- Mario Muscat
- Torben Müsel
- Husref Musemić
- Fernando Muslera
- Zlatan Muslimović
- Džemaludin Mušović
- Luis Musrri
- Roberto Mussi

### Mut
- Massimo Mutarelli
- Bader Al-Muttwa

### Muy
- Bart van Muyen

### Muz
- Albian Muzaqi

## Mv
- Yann M'Vila

## Mw
- Russell Mwafulirwa
- Phillipp Mwene
- Jones Mwewa

## My
- Oleksij Mychajlytsjenko
- Fisnik Myftari
- Boaz Myhill
- Thomas Myhre
- Erik Mykland
- David Myrie
- Roy Myrie
- Marko Myyry

A · B · C · D · E · F · G · H · I · J · K · L · M · N · O · P · Q · R · S · T · U · V · W · X · Y · Z